# إندري قديم
الإندري القديم أو الإندري البدائي (الاسم العلمي:‡Archaeoindris) هو جنس منقرض من الحيوانات يتبع الفصيلة الإندرية من رتبة الرئيسيات.